# Абдулкадыров, Кудрат Мугутдинович
Кудрат Мугутдинович Абдулкадыров (1933—2016) — руководитель гематологической клиники НИИ гематологии и трансфузиологии ФМБА, Заслуженный врач и Заслуженный деятель науки РФ.

## Биография
Родился 20 ноября 1933 г. в селе Яраг-Казмаляр Магарамкентского района Дагестанской АССР в многодетной семье, сын школьного учителя.
С отличием окончил Дагестанский медицинский институт (1957), работал врачом в районной больнице.
С 1960 г. в Ленинградском НИИ переливании крови: ординатор клинической ординатуры, аспирант (1962), научный сотрудник (1966), старший научный сотрудник, с 1970 года руководитель гематологической клиники (Клиническое отделение химиотерапии гемобластозов, депрессий кроветворения и трансплантации костного мозга).
В 1966 г. защитил кандидатскую, в 1973 г. докторскую диссертацию. Профессор (1978).
Умер 30 июня 2016 года в Петербурге после тяжёлой болезни.

## Награды и звания
В 1994 г. присвоено почётное звание «Заслуженный деятель науки РФ», в 1999 г. — «Заслуженный врач Российской Федерации».
В 2015 г. награждён орденом Дружбы. Награждён знаком «Отличник здравоохранения», медалями «За доблестный труд», «За выдающиеся заслуги перед отечественным здравоохранением», «300 лет Санкт-Петербургу», «Ветеран труда».

## Научные труды
- Абдулкадыров К. М. Клиническая гематология, справочник, Москва — Санкт-Петербург, 2006. — 447 с.
- Бессмельцев С. С., Абдулкадыров К. М. Множественная миелома. Современный взгляд на проблему, г. Алматы, 2007. — 480 с.